# Dysphania nelera
Dysphania nelera är en fjärilsart som beskrevs av Swinhoe 1891. Dysphania nelera ingår i släktet Dysphania och familjen mätare. Inga underarter finns listade i Catalogue of Life.